# Kostomlaty pod Milešovkou
Kostomlaty pod Milešovkou là một làng thuộc huyện Teplice, vùng Ústecký, Cộng hòa Séc.